# Гласфорд (Іллінойс)
Гласфорд (англ. Glasford) — селище (англ. village) в США, в окрузі Піорія штату Іллінойс. Населення — 866 осіб (2020).

## Географія
Гласфорд розташований за координатами 40°34′22″ пн. ш. 89°48′47″ зх. д. / 40.57278° пн. ш. 89.81306° зх. д. (40.572708, -89.813179).  За даними Бюро перепису населення США в 2010 році селище мало площу 2,33 км², уся площа — суходіл.

## Демографія
Згідно з переписом 2010 року, у селищі мешкали 1022 особи в 432 домогосподарствах у складі 285 родин. Густота населення становила 439 осіб/км².  Було 456 помешкань (196/км²).
Расовий склад населення:
| - 98,3 % — білих - 0,7 % — корінних американців - 0,3 % — чорних або афроамериканців - 0,2 % — вихідців з тихоокеанських островів |

До двох чи більше рас належало 0,5 %. Частка іспаномовних становила 1,2 % від усіх жителів.
За віковим діапазоном населення розподілялося таким чином: 23,9 % — особи молодші 18 років, 63,7 % — особи у віці 18—64 років, 12,4 % — особи у віці 65 років та старші. Медіана віку мешканця становила 36,4 року. На 100 осіб жіночої статі у селищі припадало 87,2 чоловіків;  на 100 жінок у віці від 18 років та старших — 87,0 чоловіків також старших 18 років.
Середній дохід на одне домашнє господарство  становив 54 510 доларів США (медіана — 50 515), а середній дохід на одну сім'ю — 60 213 долари (медіана — 56 667). Медіана доходів становила 48 100 доларів для чоловіків та 33 333 долари для жінок. За межею бідності перебувало 12,6 % осіб, у тому числі 21,9 % дітей у віці до 18 років та 3,8 % осіб у віці 65 років та старших.
Цивільне працевлаштоване населення становило 574 особи. Основні галузі зайнятості: освіта, охорона здоров'я та соціальна допомога — 23,2 %, виробництво — 14,8 %, будівництво — 9,9 %, публічна адміністрація — 9,2 %.